# Система дванадцяти рангів
Систе́ма двана́дцяти ра́нгів (яп. 冠位十二階, かんいじゅうにかい, МФА: [kan.i d͡ʑuːɲiikai̯], «12-ступенева система капелюхів і рангів») — система звань і чинів в стародавній Японії, впроваджена 603 року принцом-регентом Шьотоку. Перша японська чиновницька система китайського типу. В історичній літературі інколи називається Табель 12 рангів або Система рангів Сьотоку.

## Короткі відомості
Система 12 рангів була затверджена 5 числа 12 місяця на 11 році правління Імпертатора-жінки Суйко (603) і набула чинності з 1 числа 1 місяця нового року. Вона передбачала класифікацію придворної і регіональної знаті японської держави на зразок китайської чиновницької бюрократії. Система встановлювала ієрархію 12 ступенів: рангів, кольорових капелюхів і аксесуарів, яким відповідав певний ступінь. Назви рангів були запозичені з конфуціанського понятійного апарату — благодать (徳), чоловіколюбство (仁), ввічливість (礼), віра (信), обов'язок (義) та мудрість (智). Кольори були взяті з даосистської теорії про 5 першоелемнтів — землю (土), вогонь (火), воду (水), дерево (木) і метал (金). Таблиця 12 ступенів з рангами подана нижче.
Авторство системи приписується принцу Сьотоку. Зразком для неї послужила бюрократична модель китайської династії Суй, вивчена японцями під час першого посольства у 600 році. Метою системи 12 рангів було подолання клановості японської політики, що була породжена старою титулярно-родовою системою, та створення умов для розвитку талановитих, але незнатних чиновників. Принц намагався посилити роль Імператора шляхом ослаблення впливу могутніх аристократичних родів та створенням класу управлінців-професіоналів, залежних від японського монарха. Система 12 рангів свідчила сусіднім країнам, що Японія переходить на «цивілізовані рейки» керування країною. 
Попри сподівання принца Сьотоку, система не виправдала себе. Найвищі ранги отримували голови найзаможніших аристократичних сімей, а Імператор надалі залишався їхнім заручником. Фактично, система 12 рангів перетворилася на додаток титулярно-родового устрою. Попри це, вона була першим кроком японської влади до реорганізації існуючого політичного режиму, передумовою майбутніх реформ Тайка, які заклали правовий фундамент традиційної японської державності на сотні років.